# Loukás Papadímos
Loukás Papadímos (en grec : Λουκάς Παπαδήμος), né le 11 octobre 1947 à Athènes, est un économiste et homme politique grec. Après avoir exercé les fonctions de gouverneur de la Banque de Grèce entre 1994 et 2002, puis de vice-président de la Banque centrale européenne (BCE) jusqu'en 2010, il est nommé, l'année suivante, Premier ministre par le président Károlos Papoúlias, dirigeant alors un gouvernement d'union nationale. Il est remplacé, en mai 2012 par Panagiótis Pikramménos, à la suite d'élections législatives n'ayant fait gagner aucune majorité au Parlement.

## Biographie

### Formation
Il accomplit l'ensemble de ses études supérieures au Massachusetts Institute of Technology (MIT). Il y passe avec succès une licence de sciences physiques, en 1970, puis un master de génie électrique, deux ans plus tard. 
En 1975, il invente, avec Franco Modigliani, l'indicateur économique du taux de chômage n'accélérant pas l’inflation (NAIRU), qui, estime pour un pays et à un instant donné le taux de chômage qui correspondrait avec un taux d'inflation stable.
En 1978, il obtient un doctorat de sciences économiques.

### Carrière universitaire
Il commence à enseigner les sciences économiques dès 1975, à l'université Columbia, et devient, en 1980, conseiller économique de la Federal Reserve Bank de Boston. Il rentre en Grèce en 1984, et est recruté, un an plus tard, comme économiste en chef de la Banque de Grèce. À partir de 1988, il exerce également une activité d'enseignement, à l'université d'Athènes.

### Banquier central
Désigné gouverneur adjoint de la Banque de Grèce le 1er décembre 1993, en tandem avec Evángelos Kourákos, il est choisi, le 26 octobre 1994, pour succéder à Ioánnis Boutos au poste de gouverneur. Il l'occupe pendant plus de sept ans, période durant laquelle il prépare son pays au passage à l'euro en 2001. 
C'est sous son mandat qu'a commencé le trucage des comptes publics de la Grèce, au moyen d'instruments financiers proposés par la banque d'affaires américaine Goldman Sachs, qui a conduit à la crise de la dette publique. Il est par la suite nommé à la tête du gouvernement grec pour mettre en place une politique d'austérité supposée résoudre cette crise.
Le 31 mai 2002, il devient vice-président de la Banque centrale européenne (BCE), soit dix-huit mois avant la fin du mandat de Wim Duisenberg, succédant à Christian Noyer. Il est remplacé, le 31 mai 2010, par le gouverneur de la Banque du Portugal, Vítor Constâncio, dix-huit mois avant la fin du mandat de Jean-Claude Trichet.

### Premier ministre
Pressenti, à partir du 7 novembre 2011, pour diriger le futur gouvernement d'union nationale grec, formé en vue de résoudre la crise de la dette, il est nommé Premier ministre le 10 novembre, au lendemain de la démission de Geórgios Papandréou. 
Il prête serment à 13 h le lendemain, au côté de son gouvernement formé par le Mouvement socialiste panhellénique (PASOK), la Nouvelle démocratie (ND) et l'Alerte populaire orthodoxe (LAOS). C'est la première fois depuis 1974 et la fin de la dictature des colonels que l'extrême droite entre au gouvernement grec.

### Fin de mandat
Comme convenu avec les deux principaux partis formant sa coalition, des élections législatives anticipées sont convoquées le 6 mai 2012. À l'issue des neuf jours constitutionnels de consultations politiques, aucune majorité n'est trouvée, le Parlement est de nouveau dissous et de nouvelles élections sont organisées le 17 juin. En attendant la tenue du scrutin, le président du Conseil d'État, Panagiótis Pikramménos, est nommé en remplacement de Loukás Papadímos.

### Attentat
Le 25 mai 2017, alors qu'il ouvre son courrier dans sa voiture blindée à Athènes, il est victime d'une lettre piégée. L'explosion le blesse sérieusement à l'abdomen et aux jambes. Souffrant également de difficultés respiratoires, il est immédiatement opéré et ses jours ne sont pas en danger.